# یان فندری
یان واندری (زاده ۱۱ دسامبر ۱۹۹۱) یک قایقران آلمانی است.
وی در المپیک تابستانی ۲۰۱۶ در ریودوژانیرو، در گروه ۱۰۰۰ متر مردان به رقابت پرداخت. او با هم تیمی اش سباستین برندل به مدال طلا رسید.